# Durak, Derebucak
Durak là một xã thuộc huyện Derebucak, tỉnh Konya, Thổ Nhĩ Kỳ. Dân số thời điểm năm 2011 là 433 người.